# Parque nacional Acantilados Mallee
El Parque Nacional Acantilados Mallee (Mallee Cliffs National Park) es un parque nacional en Nueva Gales del Sur (Australia), ubicado a 789 km al oeste de Sídney.
El parque está ubicado en una zona desértica, incluye planicies con dunas de arena rojiza y ondulante, formadas durante un período árido hace aproximadamente 350.000 a 500.000 años. El objetivo del parque es preservar los sistemas de dunas y sus comunas ecológicas – zonas aisladas que representan la traza de los cambios en la vegetación producto de los cambios ambientales ocurridos – así como la fauna salvaje que habita el parque. 
El acceso al parque está restringido a visitas de estudio, grupos escolares y proyectos de investigación.